# Paddington (stacja metra)
Paddington – jedna z największych stacji metra londyńskiego, ósma w całej sieci pod względem rocznej liczby korzystających z niej pasażerów. Spotykają się na niej 4 linie: Bakerloo Line, Circle Line, District Line oraz Hammersmith & City Line.
Stacja składa się z trzech głównych części, z których każda posiada 2 perony. Dwie z nich znajdują się pod dworcem kolejowym Paddington Station. Pierwsza, płytsza, służy liniom Circle i District (zatrzymują się na tych samych peronach). Głębiej znajdują się perony linii Bakerloo. Obie te części połączone są przejściami podziemnymi zarówno między sobą, jak i z dworcem kolejowym. Trzecia część stacji, służąca linii Hammersmith & City, znajduje się na powierzchni, a jej perony położone są tuż obok peronów kolejowych, na tym samym poziomie.
W roku 2007 z całego kompleksu skorzystało ok. 37,2 mln pasażerów.

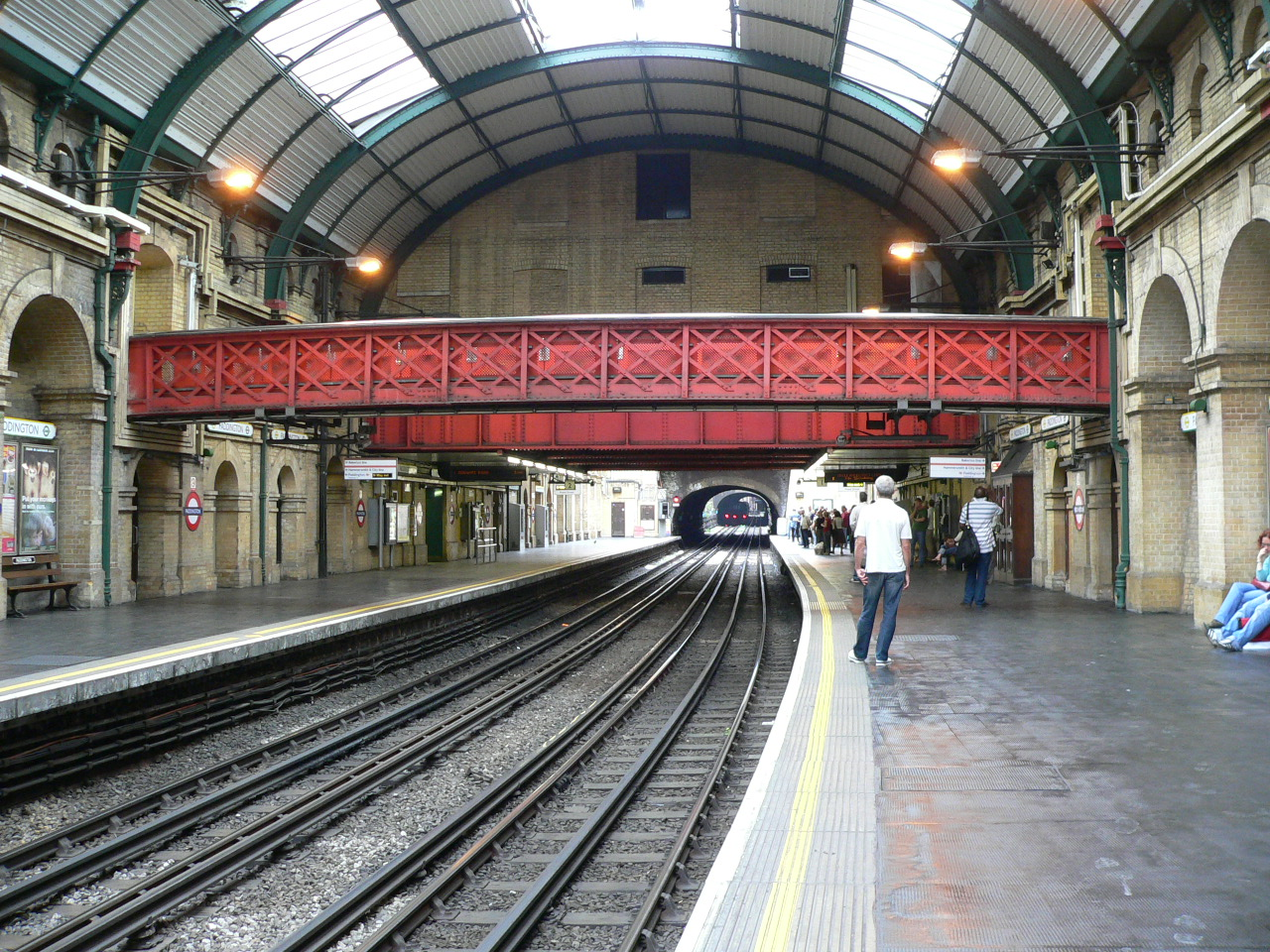
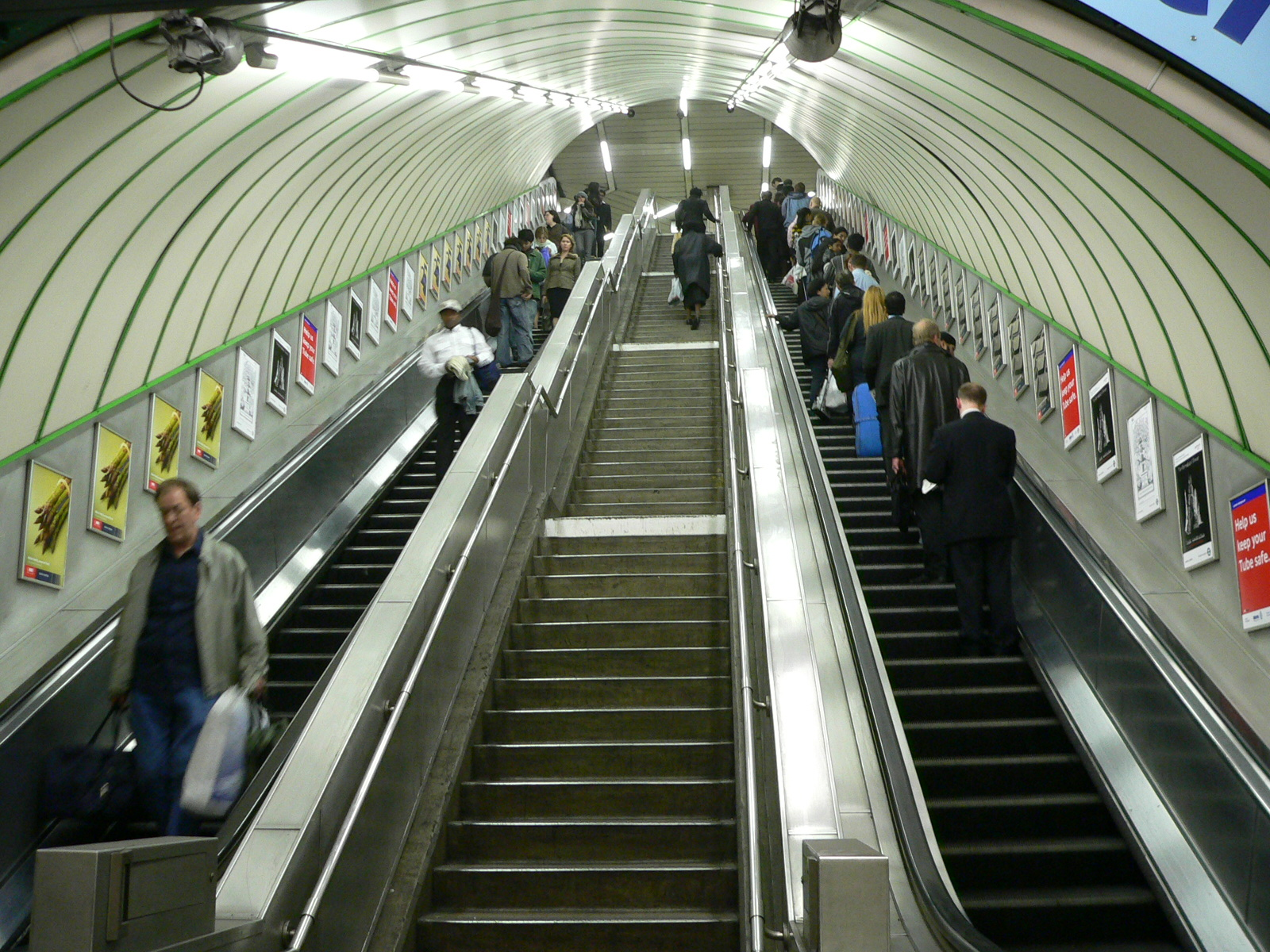